# Municipio San Carlos (Santa Cruz)
Das Municipio San Carlos ist ein Verwaltungsbezirk im Departamento Santa Cruz im südamerikanischen Anden-Staat Bolivien.

## Lage im Nahraum
Das Municipio San Carlos ist eines von vier Municipios der Provinz Ichilo und umfasst die östlichen Bereiche der Provinz. Es grenzt im Westen an das Municipio San Juan de Yapacaní und das Municipio Yapacaní, im Süden und Südosten an das Municipio Buena Vista und im Nordosten und Norden an die Provinz Sara.
Das Municipio erstreckt sich zwischen etwa 17° 00' und 17° 38' südlicher Breite und 63° 36' und 63° 55' westlicher Länge, seine Ausdehnung von Westen nach Osten beträgt bis zu 20 Kilometer und von Norden nach Süden bis zu 60 Kilometer.
Das Municipio umfasst 52 Gemeinden (localidades), der zentrale Ort des Municipios ist die Stadt San Carlos mit 4620 Einwohnern (Volkszählung 2012) im südlichen Teil des Municipios.

## Geographie
Das Municipio San Carlos liegt am westlichen Rand des bolivianischen Tieflandes vor der Cordillera Oriental, das Klima ist subtropisch und das ganze Jahr über humid.
Die mittlere Durchschnittstemperatur der Region liegt bei etwa 24 °C (siehe Klimadiagramm Santa Fe de Yapacaní) und schwankt nur unwesentlich zwischen 20 und 21 °C im Juni und Juli und 26 bis 27 °C von November bis Februar. Der Jahresniederschlag beträgt etwa 1800 mm, die Sommermonate von Oktober bis März weisen mittlere Monatsniederschläge zwischen 150 und 300 mm auf.

## Bevölkerung
Die Einwohnerzahl des Municipios ist zwischen 1992 und 2024 um knapp die Hälfte angestiegen:
| Jahr | Einwohner | Quelle       |
| ---- | --------- | ------------ |
| 1992 | 13.067    | Volkszählung |
| 2001 | 16.502    | Volkszählung |
| 2012 | 20.093    | Volkszählung |
| 2024 | 18.998    | Volkszählung |

Die Bevölkerungsdichte des Municipios bei der letzten Volkszählung von 2024 betrug 6,98 Einwohner/km², der Anteil der städtischen Bevölkerung lag bei 65,1 Prozent. Der Alphabetisierungsgrad bei den über 15-Jährigen war von 80,5 Prozent (1992) auf 87,3 Prozent im Jahr 2001 angestiegen. Die Lebenserwartung der Neugeborenen im Jahr 2001 betrug 64,9 Jahre, die Säuglingssterblichkeit war von 6,3 Prozent (1992) auf 5,5 Prozent im Jahr 2001 zurückgegangen.
96,3 Prozent der Bevölkerung sprechen Spanisch, 23,8 Prozent sprechen Quechua, 0,5 Prozent Aymara, 0,4 Prozent Guaraní und 0,1 Prozent andere indigene Sprachen. (2001)
39,2 Prozent der Bevölkerung haben keinen Zugang zu Elektrizität, 21,7 Prozent leben ohne sanitäre Einrichtung (2001).
67,1 Prozent der 3.329 Haushalte besitzen ein Radio, 46,1 Prozent einen Fernseher, 60,3 Prozent ein Fahrrad, 7,1 Prozent ein Motorrad, 9,8 Prozent ein Auto, 26,3 Prozent einen Kühlschrank, und 8,9 Prozent ein Telefon. (2001)

## Politik
Ergebnis der Regionalwahlen (concejales del municipio) vom 4. April 2010:
| Wahl- berechtigte |  | Wahl- beteiligung | gültige Stimmen |  | MAS-IPSP | VERDES | MSM    | TODOS  | FA    | ASIP  |
| ----------------- |  | ----------------- | --------------- |  | -------- | ------ | ------ | ------ | ----- | ----- |
| 8.239             |  | 6.889             | 5.643           |  | 2.613    | 1.257  | 672    | 594    | 337   | 170   |
|                   |  | 83,6 %            | 81,9 %          |  | 46,3 %   | 22,3 % | 11,9 % | 10,5 % | 6,0 % | 3,0 % |

Ergebnis der Regionalwahlen (elecciones de autoridades políticas) vom 7. März 2021:
| Wahl- berechtigte |  | Wahl- beteiligung | gültige Stimmen |  | MAS-IPSP | CREEMOS | UNIDOS | ASIP   | SOL    | MNR    |
| ----------------- |  | ----------------- | --------------- |  | -------- | ------- | ------ | ------ | ------ | ------ |
| 12.518            |  | 10.820            | 10.064          |  | 5.378    | 4.163   | 236    | 132    | 97     | 58     |
|                   |  | 86,44 %           | 93,01 %         |  | 53,44 %  | 41,37 % | 2,34 % | 1,31 % | 0,96 % | 0,58 % |

## Gliederung
Das Municipio Buena Vista untergliedert sich nicht weiter in Kantone (cantones), sondern besteht aus 31 Subkantonen (vicecantones).

## Ortschaften
- Kanton San Carlos
  - Santa Fe de Yapacaní 8454 Einw. – San Carlos 4620 Einw. – Buen Retiro 1932 Einw. – Antofagasta 840 Einw. – El Sujal 519 Einw. – Villa Imperial 514 Einw.